# Pain (Zeitschrift)
Pain ist eine wissenschaftliche Fachzeitschrift, die vom Lippincott Williams & Wilkins-Verlag im Auftrag der International Association for the Study of Pain veröffentlicht wird. Die Zeitschrift erscheint mit zwölf Ausgaben im Jahr. Es werden Arbeiten veröffentlicht, die sich mit allen Aspekten des Schmerzes beschäftigen.
Der Impact Factor lag im Jahr 2014 bei 5,213. Nach der Statistik des ISI Web of Knowledge wird das Journal mit diesem Impact Factor in der Kategorie klinische Neurologie an 17. Stelle von 192 Zeitschriften, in der Kategorie Anästhesiologie an zweiter Stelle von 30 Zeitschriften und in der Kategorie Neurowissenschaften an 21. Stelle von 252 Zeitschriften geführt.